# Rotermann
Rotermann est un quartier de Tallinn situé dans la vieille ville de Tallinn en Estonie.

## Description
Le quartier est situé entre la place Viru et la rade de Tallinn.
Le quartier est le centre financier de Tallinn.

## Anciens bâtiments

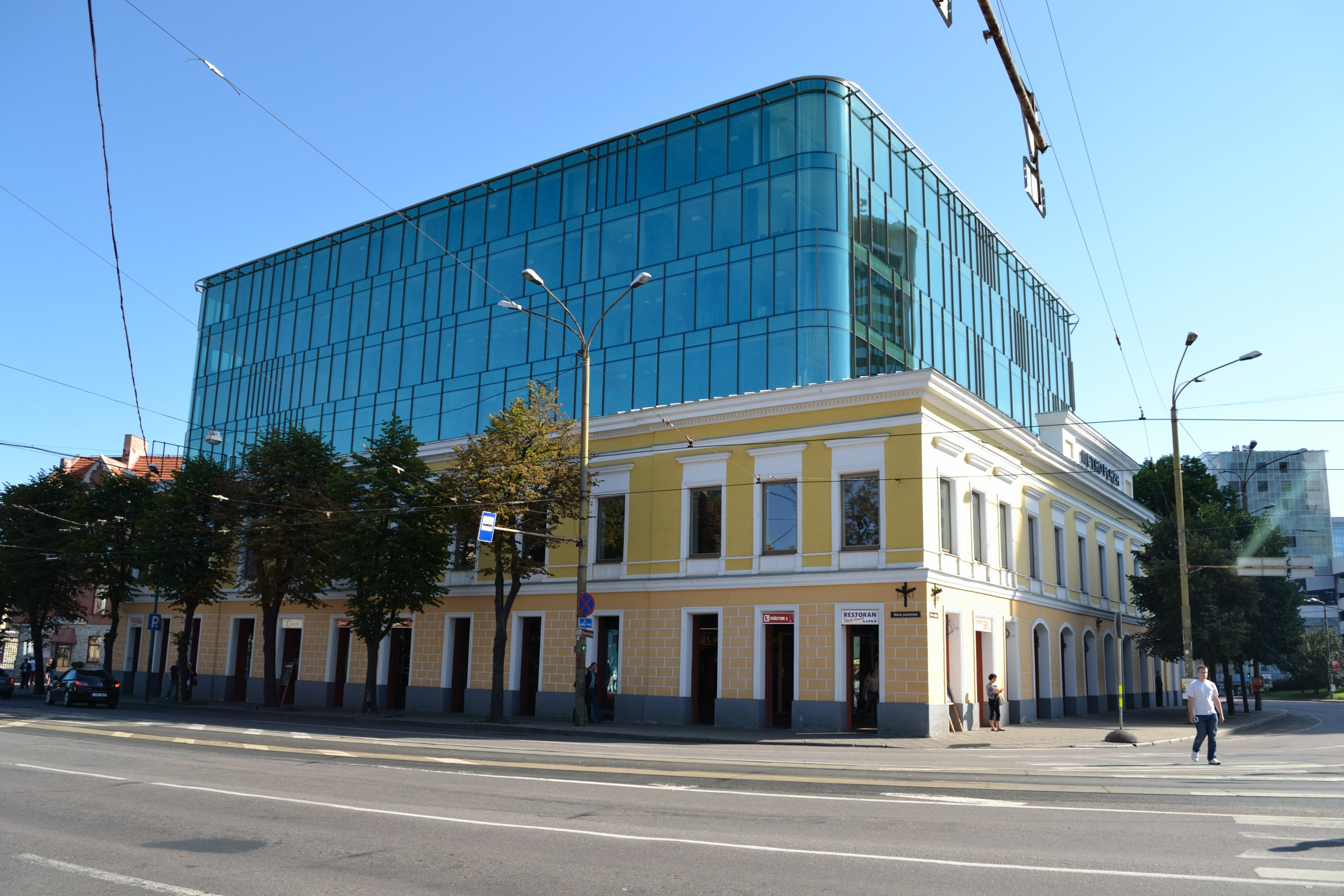
Le Lycée Alexandre devenu le grand magasin Rotermann (et).
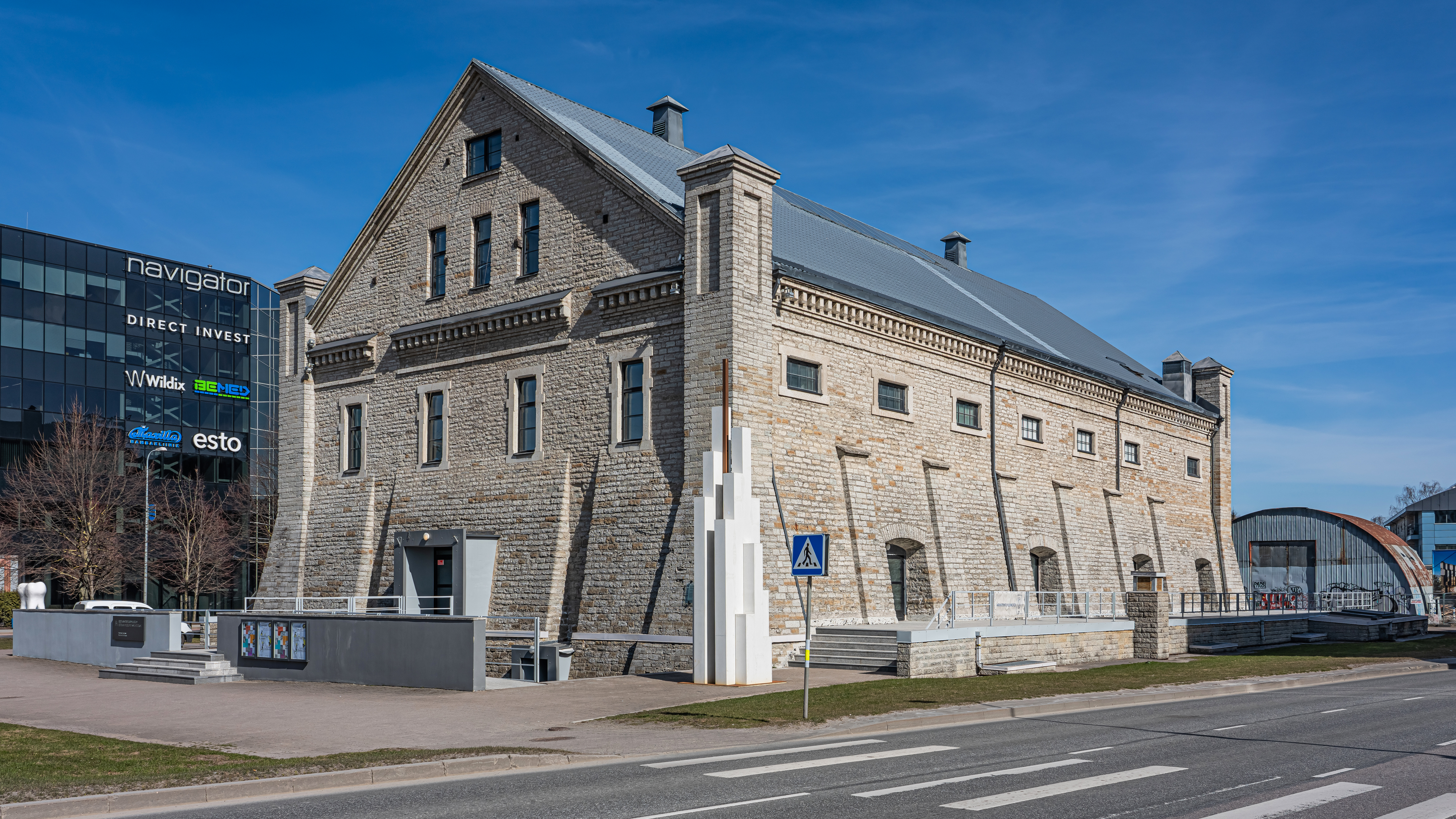
Musée de l'architecture estonienne
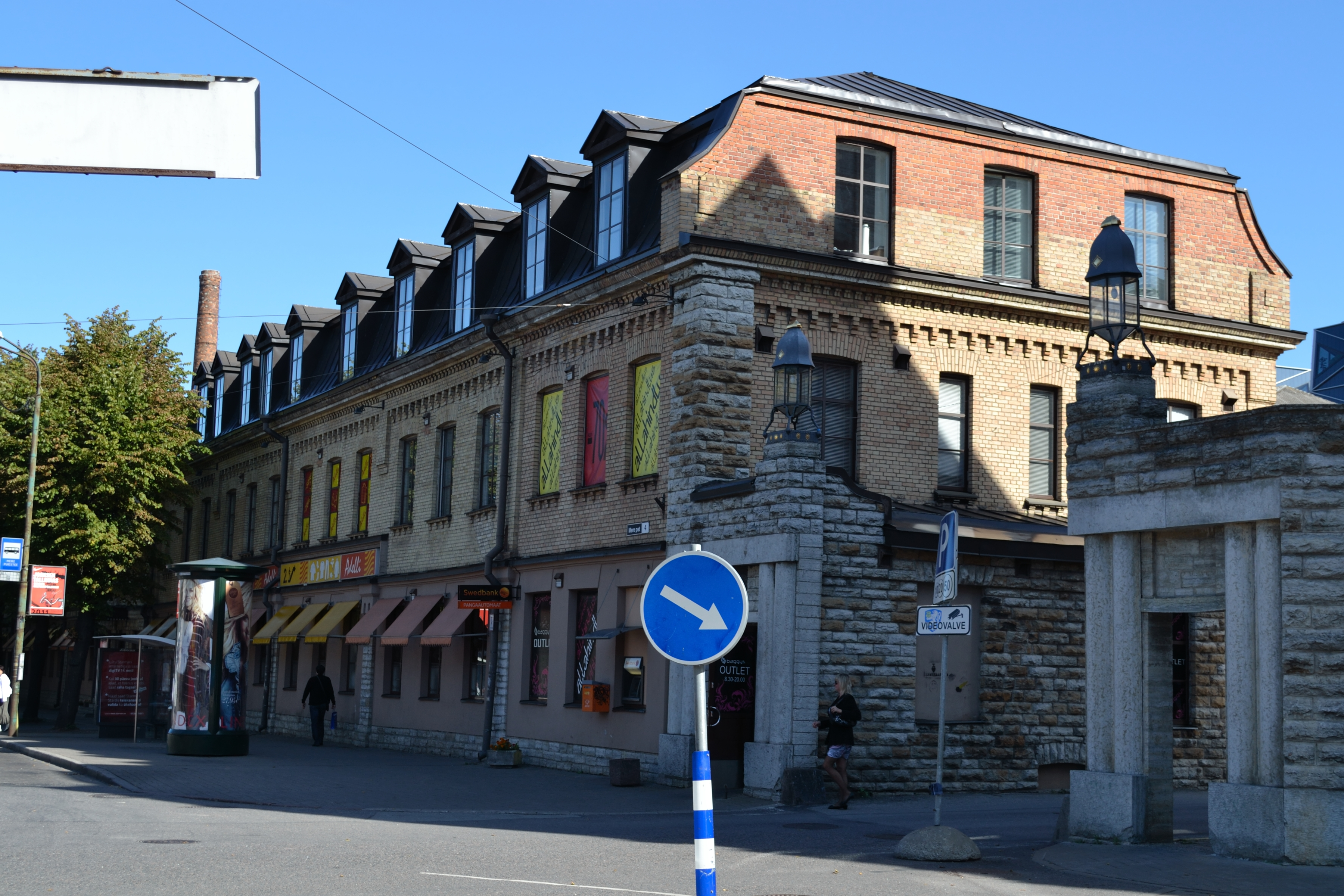
Façades d'anciens bâtiments industriels
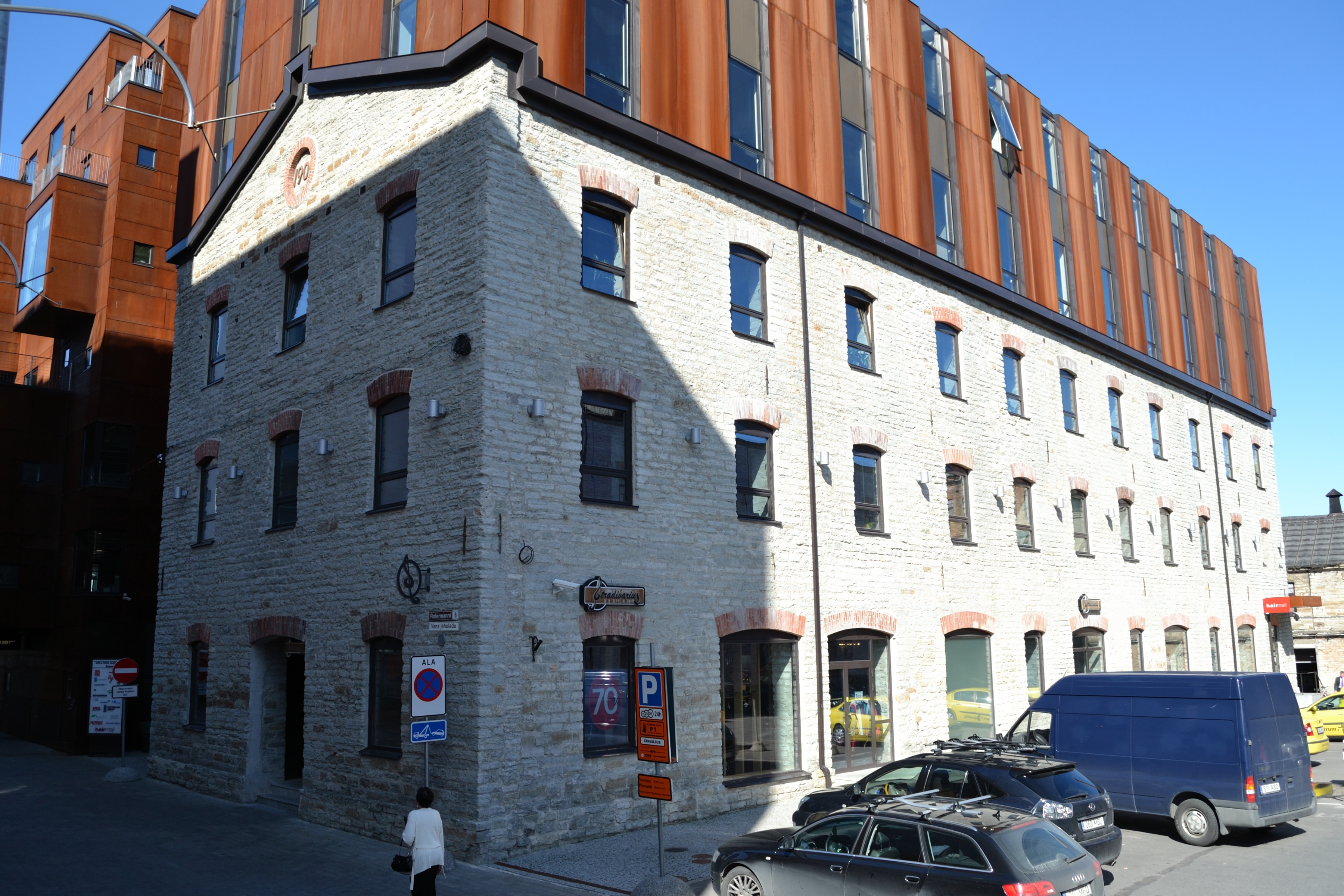
Façade de l'ancienne boulangerie.